# Glyphomitrium calycinum
Glyphomitrium calycinum är en bladmossart som beskrevs av Jules Cardot 1913. Glyphomitrium calycinum ingår i släktet skärgårdsmossor, och familjen Ptychomitriaceae. Inga underarter finns listade i Catalogue of Life.